# 브루스 큘릭
브루스 큘릭(Bruce Kulick, 1953년 12월 12일 ~ )는 미국의 음악가이다.